# Casey contre-attaque
Pour plus de détails, voir Fiche technique et Distribution.
Casey contre-attaque (Casey Bats Again) est un court métrage d'animation américain réalisé par Walt Disney Productions, sorti le 18 juin 1954. L'histoire est une suite du  Casey at the Bat basée sur le poème Casey au bâton de Ernest Lawrence Thayer, réalisé en 1946.

## Synopsis
Après sa mauvaise prestation comme batteur pour les Mudville 9, Casey apprend par sa femme qu'elle est enceinte. Cette nouvelle lui fait plaisir et il espère avoir un fils pour perpétuer la tradition de joueur de baseball. Mais c'est une fille qui naît, ce qui rend triste Casey. Le couple essaye d'avoir un fils mais ce sont pas moins de neuf filles qu'ils conçoivent. Dépité, Casey décide d'arrêter d'espérer avoir un garçon. Les habitués du bar local voient la situation sous un meilleur jour. Les neuf filles de Casey peuvent constituer une équipe de baseball. Casey devient alors l'entraîneur de l'équipe des Caseyettes. Le terrain de baseball de Mudville, alors abandonné, reprend vie avec cette équipe des filles de Casey. 

À la fin d'un match, le score est serré. Les Caseyettes sont menées d'un point au neuvième round. Paniqué, Casey tente de ne pas reproduire sa défaite des années auparavant et décide de se déguiser en fille, remplaçant la jeune Patsy. Casey rate ses deux premiers essais, mais Patsy sauve le troisième, puis réalise un home run, faisant gagner le match à sa famille.

## Fiche technique
- Titre original : Casey Bats Again
- Autres titres[2] :
  - Suède : Bäste man på plan
  - France : Casey contre-attaque
- Réalisateur : Jack Kinney
- Scénario : Dick Kinney, Brice Mack
- Animateur : John Sibley, Fred Moore
- Layout : Bruce Bushman
- Background : Al Dempster
- Effets visuels: Blaine Gibson
- Producteur : Walt Disney
- Société de production : Walt Disney Productions
- Distributeur : RKO Radio Pictures
- Date de sortie : 18 juin 1954[1]
- Format d'image : Couleur (Technicolor)
- Son : Mono (RCA Sound System)
- Durée : 8 min
- Musique originale : Oliver Wallace
- Langue : (en)
- Pays :  États-Unis

## Commentaires
Graphiquement et psychologiquement parlant, le personnage est très proche de Casey Jones, héros du court métrage The Brave Engineer.